# Oshiwambo
Oshiwambo (även oshivambo eller ndongaspråk) är en samling dialekter eller mycket närbesläktade bantuspråk som talas i Namibia och Angola, framförallt av etniska ovambo i det historiska Owamboland (regionerna Omaheke, Omusati, Oshana och Oshikoto i Namibia, samt södra Angola). Omkring 1,3 miljoner människor talar oshiwambo. I Namibia är det ett av de officiella språken.
Det finns åtminstone sex distinkta varianter av oshiwambo i Namibia: kwambi, kwaluudhi, mbalanhu, ndonga, ngandyera och kwanyama. Av dessa är ndonga och kwanyama standarddialekter, med varsin ortografi. Även kwambi skrivs ibland, i kyrkliga sammanhang. Ibland används ordet oshiwambo synonymt med standarddialekten kwanyama.
Oshiwambo sorteras in i bantuspråkens grupp R.20.
Något som en besökare i det som brukade kallas Owamboland noterar är det stora antalet ortnamn som börjar på ”O”. Detta beror på att oshiwambo har lagt till ett initialt o- till de flesta substantivklass-prefixen, precis som grannspråket herero. När det gäller klass 9 har detta ”för-prefix” självt blivit prefixet. Ur ett diakroniskt perspektiv skulle den korrekta analysen av ord som ontungwa, onkoshi och ompo vara on-tungwa, on-koshi och om-po, med det gamla bantu-prefixet reducerat till bara ett nasalljud. Det är dock uppenbart att moderna talare av språket betraktar o- i sig självt som det verkliga prefixet. Man kan se detta på att nya lånord inte får nasalljud framför ordstammen, utan istället finner man till exempel oTV (=TV), ocooldrank (=läsk) och opolitika (=politik).
Oshiwambo har gått ett steg längre än herero och även lagt ett o- till subjektmarkörer, som i praktiken är verbprefix. Här bör man dock lägga märke till att även om grammatikböcker normalt räknar upp dessa subjektmarkörer med o-formerna så uttalas inte alltid detta ”o”, och i vissa fall skulle o-formerna rentav vara ogrammatiska, såsom är fallet för till exempel relativsatser/participsatser:
Nda aruk’ ike aanona tayiithanandje (*otayiithanandje) = Plötsligt fann jag bara barn som kallade på mig
Finska personnamn som till exempel Vilho och Selma är vanliga bland oshiwambo-talare, och till skillnad från andra afrikanska språk innehåller oshiwambo även åtskilliga finska lånord (till exempel oshisoomi (=finska språket) och olumi (=snö)). Detta är resultatet av tidig finsk missionsverksamhet i området.